# 刘成果
刘成果（1941年—），男，黑龙江郭尔罗斯后旗人，中华人民共和国政治人物。

## 生平
刘成果是黑龙江省后郭尔罗斯蒙古族自治旗（今肇源县）三站镇宏生村（李家围子）人。1954—1960年就读于黑龙江省肇源县第一中学，1960年考入东北农学院农机系农业机械化专业，1965年本科毕业，1966年加入中国共产党。历任中共黑龙江省绥化地委组织部代培，绥化县连岗公社秘书、党委委员，绥化地区行政公署人防办科员、农业办副科长、科长。1979年任中共兰西县委常委、县“革委会”副主任、副县长。1981年任中共绥棱县委副书记、县长、县委书记。1983年任中共绥化地委副书记。1985年任中共黑龙江省委副书记。1987年任黑龙江省国营农场总局党委书记、局长。
1990年，调入农业部，担任农垦司司长（副部级）、负责全国农垦工作。1993年任主管农业的副部长，94年任常务副部长、部党组副书记，国务院扶贫开发领导小组常务副组长，中国奶业协会理事长，十届全国政协人资环委会副主任。

## 著作
刘成果诗书俱佳。著有《六怀集》、《成果诗词百家书》等。。